# شاهيني (مقاطعة إسلام آباد غرب)
شاهيني (بالفارسية: شاهيني, إسلام آباد غرب) هي قرية تقع في كرمانشاه في إيران. يقدر عدد سكانها بـ 400 نسمة .